# Спилимберго
Спилимберго (итал. Spilimbergo) — коммуна в Италии, располагается в регионе Фриули-Венеция-Джулия, в провинции Порденоне.
Население составляет 11 940 человек (2008 г.), плотность населения составляет 166 чел./км². Занимает площадь 72 км². Почтовый индекс — 33097. Телефонный код — 0427.
В коммуне 15 августа особо празднуется Успение Пресвятой Богородицы. Покровителем населённого пункта считается святой Рох.

## Демография
Динамика населения:

## Известные уроженцы
- Спилимберго, Ирина ди (1538–1559) – итальянская художница и поэтесса.

## Администрация коммуны
- Официальный сайт: http://www.comune.spilimbergo.pn.it/